# Marc-André Bergeron
Pour les articles homonymes, voir Bergeron.
Marc-André Bergeron (né le 13 octobre 1980 dans la ville de Saint-Louis-de-France au Québec au Canada) est un joueur professionnel canadien de hockey sur glace,.

## Carrière
Bergeron est un défenseur offensif qui a évolué plusieurs saisons dans la Ligue nationale de hockey.
Mis sous contrat à titre d'agent libre le 29 mai 2001, il n'a donc jamais été repêché. Il évoluait avec les Cataractes de Shawinigan dans la Ligue de hockey junior majeur du Québec.
Bergeron a commencé sa carrière avec les Oilers d'Edmonton. En février 2007, les Oilers l'ont échangé aux Islanders de New York, en retour du défenseur Denis Grebeshkov.
Le 26 février 2008, les Islanders l'envoient aux Ducks d'Anaheim en retour d'un choix de troisième ronde au repêchage de 2008.
Le 6 octobre 2009, il a signé une entente d'un an avec le Canadiens de Montréal d'une valeur de 750 000 $ US.
Le 7 juillet 2010, les Canadiens de Montréal annoncent qu'il ne feront pas d'offre à Bergeron qui est maintenant joueur autonome sans compensation, bien qu'il ait grandement contribué, au cours de la saison dernière, aux succès de son équipe.
En janvier 2011, il signe un contrat avec le Lightning de Tampa Bay et se rapporte d'abord à son club-école de la Ligue américaine de hockey, les Admirals de Norfolk. Après avoir disputé treize matchs dans la Ligue américaine de hockey, il est rappelé le 5 février 2011 par le Lightning de Tampa Bay.
Le 2 avril 2013 il est échangé aux Hurricanes de la Caroline en retour d'Adam Hall et d'un choix de repêchage.
Au terme de la saison il devient agent libre et le 19 juillet 2013 il signe un contrat de trois saisons avec le ZSC Lions de la LNA (Suisse).
Depuis 2020, il travaille avec les Lions de Trois-Rivières de l'ECHL.

## Statistiques
Pour la signification des abréviations, voir statistiques du hockey sur glace.
| Saison     | Équipe                          | Ligue      |     | Saison régulière | Saison régulière | Saison régulière | Saison régulière | Saison régulière |   | Séries éliminatoires | Séries éliminatoires | Séries éliminatoires | Séries éliminatoires | Séries éliminatoires |
| Saison     | Équipe                          | Ligue      | PJ  | B                | A                | Pts              | Pun              | PJ               | B | A                    | Pts                  | Pun                  |                      |                      |
| 1997-1998  | Drakkar de Baie-Comeau          | LHJMQ      | 40  | 6                | 14               | 20               | 48               | -                | - | -                    | -                    | -                    |                      |                      |
| 1998-1999  | Drakkar de Baie-Comeau          | LHJMQ      | 46  | 8                | 14               | 22               | 57               | -                | - | -                    | -                    | -                    |                      |                      |
| 1998-1999  | Cataractes de Shawinigan        | LHJMQ      | 24  | 6                | 7                | 13               | 66               | 5                | 2 | 2                    | 4                    | 24                   |                      |                      |
| 1999-2000  | Cataractes de Shawinigan        | LHJMQ      | 70  | 24               | 50               | 74               | 173              | 13               | 4 | 7                    | 11                   | 45                   |                      |                      |
| 2000-2001  | Cataractes de Shawinigan        | LHJMQ      | 69  | 42               | 59               | 101              | 185              | 10               | 4 | 11                   | 15                   | 24                   |                      |                      |
| 2001-2002  | Bulldogs de Hamilton            | LAH        | 50  | 2                | 13               | 15               | 61               | 9                | 1 | 4                    | 5                    | 8                    |                      |                      |
| 2002-2003  | Bulldogs de Hamilton            | LAH        | 66  | 8                | 31               | 39               | 73               | 20               | 0 | 7                    | 7                    | 25                   |                      |                      |
| 2002-2003  | Oilers d'Edmonton               | LNH        | 5   | 1                | 1                | 2                | 9                | 1                | 0 | 1                    | 1                    | 0                    |                      |                      |
| 2003-2004  | Oilers d'Edmonton               | LNH        | 54  | 9                | 17               | 26               | 26               | -                | - | -                    | -                    | -                    |                      |                      |
| 2003-2004  | Roadrunners de Toronto          | LAH        | 17  | 4                | 3                | 7                | 23               | -                | - | -                    | -                    | -                    |                      |                      |
| 2004-2005  | Caron et Guay de Trois-Rivières | LNAH       | 10  | 7                | 5                | 12               | 6                | -                | - | -                    | -                    | -                    |                      |                      |
| 2004-2005  | Brynäs IF                       | Elitserien | 10  | 3                | 2                | 5                | 72               | -                | - | -                    | -                    | -                    |                      |                      |
| 2005-2006  | Oilers d'Edmonton               | LNH        | 75  | 15               | 20               | 35               | 38               | 18               | 2 | 1                    | 3                    | 14                   |                      |                      |
| 2006-2007  | Oilers d'Edmonton               | LNH        | 55  | 8                | 17               | 25               | 28               | -                | - | -                    | -                    | -                    |                      |                      |
| 2006-2007  | Islanders de New York           | LNH        | 23  | 6                | 15               | 21               | 10               | 5                | 1 | 1                    | 2                    | 6                    |                      |                      |
| 2007-2008  | Islanders de New York           | LNH        | 46  | 9                | 9                | 18               | 16               | -                | - | -                    | -                    | -                    |                      |                      |
| 2007-2008  | Ducks d'Anaheim                 | LNH        | 9   | 0                | 1                | 1                | 2                | -                | - | -                    | -                    | -                    |                      |                      |
| 2008-2009  | Wild du Minnesota               | LNH        | 72  | 14               | 18               | 32               | 30               | -                | - | -                    | -                    | -                    |                      |                      |
| 2009-2010  | Bulldogs de Hamilton            | LAH        | 3   | 0                | 6                | 6                | 0                | -                | - | -                    | -                    | -                    |                      |                      |
| 2009-2010  | Canadiens de Montréal           | LNH        | 60  | 13               | 21               | 34               | 16               | 19               | 2 | 4                    | 6                    | 10                   |                      |                      |
| 2010-2011  | Admirals de Norfolk             | LAH        | 13  | 2                | 6                | 8                | 6                | -                | - | -                    | -                    | -                    |                      |                      |
| 2010-2011  | Lightning de Tampa Bay          | LNH        | 23  | 2                | 6                | 8                | 8                | 14               | 2 | 1                    | 3                    | 9                    |                      |                      |
| 2011-2012  | Lightning de Tampa Bay          | LNH        | 43  | 4                | 20               | 24               | 20               | -                | - | -                    | -                    | -                    |                      |                      |
| 2012-2013  | Lightning de Tampa Bay          | LNH        | 12  | 1                | 4                | 5                | 4                | -                | - | -                    | -                    | -                    |                      |                      |
| 2012-2013  | Hurricanes de la Caroline       | LNH        | 13  | 0                | 4                | 4                | 5                | -                | - | -                    | -                    | -                    |                      |                      |
| 2013-2014  | ZSC Lions                       | LNA        | 46  | 7                | 26               | 33               | 40               | 14               | 2 | 6                    | 8                    | 31                   |                      |                      |
| 2014-2015  | ZSC Lions                       | LNA        | 46  | 4                | 16               | 20               | 38               | 13               | 0 | 6                    | 6                    | 10                   |                      |                      |
| 2015-2016  | ZSC Lions                       | LNA        | 43  | 7                | 18               | 25               | 22               | 3                | 1 | 1                    | 2                    | 0                    |                      |                      |
| 2016-2017  | Monsters de Cleveland           | LAH        | 22  | 5                | 8                | 13               | 8                | -                | - | -                    | -                    | -                    |                      |                      |
| Totaux LNH | Totaux LNH                      | Totaux LNH | 490 | 82               | 153              | 235              | 214              | 57               | 7 | 8                    | 15                   | 39                   |                      |                      |

## Trophées et honneurs personnels
- 2000-2001 : remporte le trophée Émile-Bouchard remis au meilleur défenseur de la Ligue de hockey junior majeur du Québec et élu dans la première équipe d’étoiles.

## Course automobile
Marc-André Bergeron participe à des courses de la Canadian Touring Car Championship (CTCC). Il est aussi le propriétaire d'une équipe de la série NASCAR Canadian Tire.